# بني محلي (ولاية سطيف)
بني محلي، بلدية تابعة لولاية سطيف الجزائرية.

## الموقع الجغرافي
يحد بلدية بني محلي كل من:
- شمالا: برباشة
- جنوبا: بني شبانة
- شرقا: بوسلام
- غربا: بني معوش

## أحياء و قرى البلدية
- سوق الإثنين
- قنطيجة
- ثدارث اوقماط
- ثغورفت
- أحفير
- سيدي بوعزة
- حيدوس
- أقمون
- أقني فوغال
- أمزوق
- بوسعادة
- تيشي
- أيث الختال